# 테오둘 고개
테오둘 고개(Theodul Pass, 독일어: Theodulpass, 이탈리아어: Colle del Teodulo, 프랑스어: Col de Saint-Théodule, 발저 독일어 : Theoduljoch)는 페나인 알프스 동부를 가로지르는 해발 3,295m의 높은 산길이다. 스위스 발레주의 체르마트와 이탈리아 아오스타 계곡 지역의 브로이유-체르비니아를 연결한다. 테오둘 고개는 체르마트와 발투르낭시 계곡 사이에 있는 가장 낮고, 완만한 고개이다.
이 고개는 서쪽의 마터호른과 동쪽의 브라이트호른 사이에 있으며 테오둘호른과 테스타 그리기아(Testa Grigia)에서 내려다보인다. 테오둘 산장은 고개 바로 위에 있다. 고개의 동쪽은 테오둘 빙하 시스템의 큰 빙하 부분으로 덮여 있으며, 일년내내 스키 지역의 일부가 된다. 이탈리아 쪽에서는 막다른 길을 통해 브로이유-체르비니아에서 고개에 도달할 수 있다. 스위스 쪽의 트레일은 트로케너 슈테크와 간데크 산장에서 올라간다.

## 자전거 횡단
1965년 당시 55세였던 퍼시 스톨라드(Percy Stallard)는 혼자 자전거를 타고 테오둘 고개를 넘었다. 크로스컨트리 사이클링 애호가를 위한 조직인 러프 스터프 펠로우십(Rough Stuff Fellowship)은 사이클리스트가 자전거를 타는 것은 아마도 이번이 처음일 것이라고 인정했다. 스톨라드는 때때로 깊은 눈을 뚫고 15시간도 채 되지 않아 고개를 넘었다.